# Petrus Knoop (1655–1733)
Petrus Knoop, född 15 januari 1655 i Tjällmo socken, Östergötlands län, död 22 januari 1733 i Skeppsås socken, Östergötlands län, var en svensk präst. Han var sonson till Laurentius Danielis Ranzochius och farfars bror till Petrus Knoop (1742–1809).

## Biografi
Petrus Knoop föddes 1655 i Tjällmo socken och var son till komministern där Ericus Knoop. Knoop studerade i Linköping och blev 5 juni 1680 student vid Uppsala universitet. Han prästvigdes 25 januari 1685 till komminister i Tjällmo församling och blev 9 januari 1695 kyrkoherde i Skeppsås församling. Knoop avled 1733 i Skeppsås socken och begravdes 13 februari samma år av kyrkoherden Magnus Montin Svensson från Kristbergs socken.

### Familj
Knoop gifte sig första gången 20 juni 1686 med Christina Hornér (1662–1691), som var dotter till kyrkoherden Andreas Hornerus i Fornåsa socken. De fick tillsammans barnen Anders (1687–1710) och Erik (1690–1691). Han gifte sig andra gången 14 juni 1692 med Ingrid Thoresdotter (1661–1713), som var dotter till kyrkoherden Thorerus Frostonis i Tjällmo socken. De fick tillsammans barnen Christina (1693–1756), Anna Dorothea (1696–1696), Carl Knoop (1698–1757),  Samuel (1701–1701) och Petrus (1704–1704). Knoop gifte sig tredje gången 26 januari 1716 med Margareta Bark, som var dotter till kyrkoherden Johannes Barck och Brita Broddesdotter i Barkeryds socken samt änka efter kyrkoherden Johannes Rammelius i Kristbergs socken och kyrkoherden Jonas Torpadius i Kristbergs socken. Knoop och Bark fick tillsammans sonen Johan (1717–1797).